# Camp d'aviació de Martís
El Camp d'aviació de Martís és un aeròdrom militar republicà que va estar en funcionament a partir de 1938 al Pla de Martís (municipis de Serinyà, Esponellà i Porqueres, Pla de l'Estany). Mentre es definien les pistes del camp es va construir un refugi antiaeri al cantó de Can Traver Nou, amb una capacitat de més de 100 persones. A la casa de pagès de Can Malloles (Usall) hi havia un polvorí, que va ser bombardejat. A prop de Centenys s'hi va construir un altre refugi antiaeri, a prop d'uns barracons de muntatge d'avions.
Amb l’acabament de la guerra civil espanyola els terrenys del camp d’aviació són retornats als seu propietaris.
Per tal de prevenir una possible invasió aliada, en acabar la II guerra mundial es va tornar a obrir el camp d'aviació de Martís. El condicionament del camp es va fer de forma més ordenada, sense les presses de la guerra civil. La seva funció va ser sobretot de vigilància aeronàutica.
El 1960 aquest aeròdrom va ser tancat definitivament.